# 弗里德里希·費迪南德·馮·貝斯特

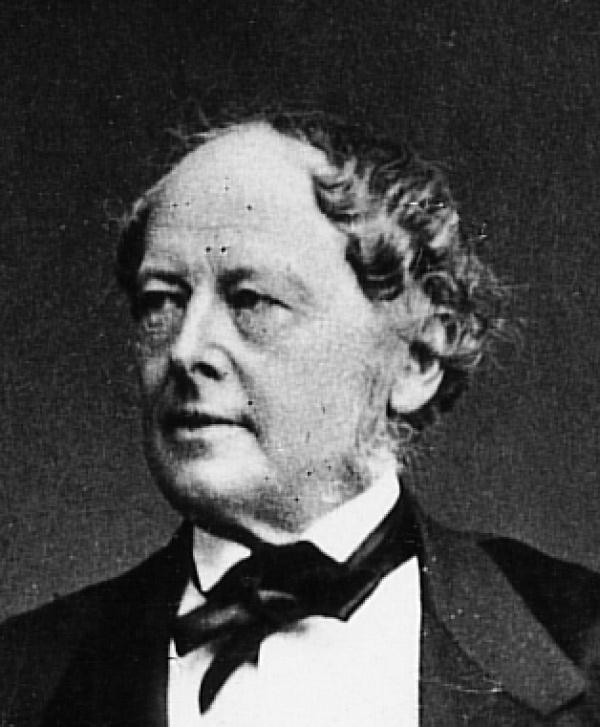
弗里德里希·費迪南德·馮·貝斯特

弗里德里希·費迪南德·馮·伯斯特伯爵（德語：Friedrich Ferdinand Graf von Beust；1809年1月13日—1886年10月24日）是德國和奧地利的政治家。作為奧托·馮·俾斯麥的反對者，他試圖在奧地利和普魯士之間締結德國中間國家的共同政策。
他最初的政治生涯是在薩克森擔任外交官和政治家。1836年，他被任命為柏林公使館秘書，隨後在巴黎、慕尼黑和倫敦任職。
1848年3月，他被傳喚到德累斯頓擔任外交部長，但由於革命爆發，他沒有被任命。5月，他被任命為萨克森駐柏林特使，1849年2月再次被召至德累斯頓，這次被任命為國務大臣和外交部長。他一直擔任該職位直到1866年，當時他被弗朗茨約瑟夫一世傳喚到奧地利皇宮。
1867年，他還兼任奧地利部長級總統，推行恢復議會政府的措施。他還與教皇就廢除協約進行了談判，在這件事上，他還採取了自由主義政策，使奧地利擺脫了阻礙國家發展的機構的壓力。1868年，在辭去大臣總統職務後，他被任命為帝國總理（Reichskanzler），並獲得伯爵稱號。他是梅特涅（1848年）和卡爾·倫納（1918年）之間唯一一位被授予總理頭銜的政治家。他對外交事務的處理，尤其是在巴爾幹諸國和克里特島事務上，成功地保持了帝國的地位。1869年隨皇帝東征。他在某種程度上仍然受到他從薩克森帶來的反普魯士情緒的影響。
他與法國保持著密切的了解，毫無疑問，他會在新職位上與他的老對手俾斯麥進行另一場鬥爭的機會。然而，在1867年，他幫助和平結束了盧森堡危機。1870年，他毫不掩飾對法國的同情。導致列強干預的所有嘗試均以失敗告終，再加上俄羅斯譴責法蘭克福條約的行動，這是他著名的說他無處可尋歐洲的場合。戰爭結束後，他完全接受了德國的新組織。